# Casa Trogal
La Casa Trogal és una obra de la Vall de Boí (Alta Ribagorça) inclosa a l'Inventari del Patrimoni Arquitectònic de Catalunya.

## Descripció
Unitat familiar agrícola i ramadera formada de casa, paller i era. La casa té 3 pisos d'alçada i moltes obertures. La part nova (reformada) presenta llucanes a la teulada. La part més antiga presenta com a elements més interessants la presència d'una porta adovellada amb tres graons d'accés de pedra.

## Història
Façana restaurada.